# De Tomaso

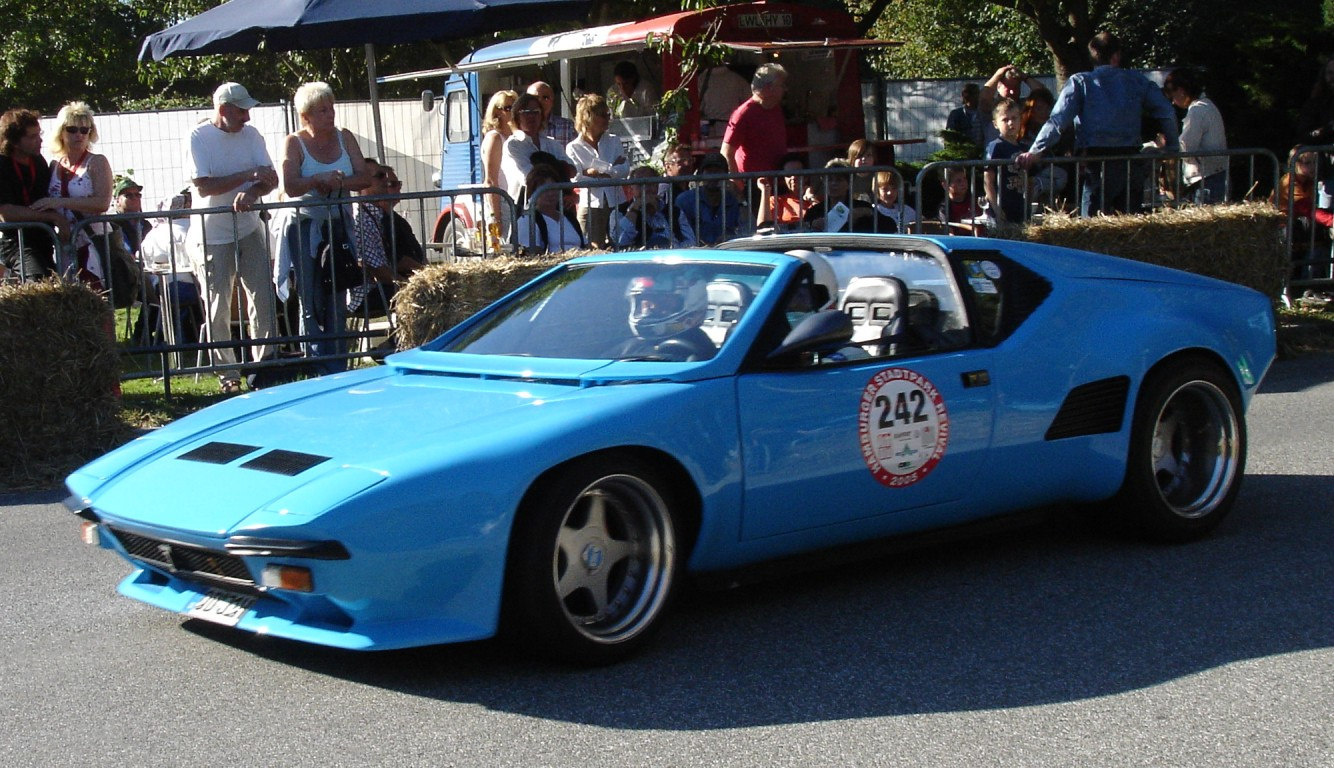
De Tomaso Pantera

De Tomaso Modena SpA — колишня італійська автомобілебудівельна компанія, заснована в 1959 році в Модені емігрантом з Аргентини Алехандро де Томасо (1928—2003).
Компанія спочатку будувала різні прототипи і гоночні автомобілі, потім спробувала затвердитися у класі Gran Turismo. В 1960-х роках збудовала власну гоночну модель для заводської команди 'Scuderia De Tomaso' у Формулі-І, але успіху вона не мала. В 1970-х роках фірма конструювала гоночні моделі для команди Френка Вільямса у Формулі-1. Деякий час фірма працювала у кооперації з американським автогігантом Ford, якому належали 75 % компанії. Форд постачав ітайлійській компанії свої серійні двигуни, якими обладнувалися всі моделі Де Томазо. Оскільки вони мали відносно не дуже високий коефіцієнт питомої потужністі, моделі Де Томазо не могли вдало конкурувати на авторинку з такими виробниками як Ferrari та Maserati. Найбільш успішною моделлю компанії за всю її історію стала De Tomaso Pantera, яка була збудована у 7000 екземплярах.
Після банкрутства компанії в 2012 році права на бренд De Tomaso в 2015 купив за €1 млн китайський холдінг Consolidated Ideal TeamVenture.

## Історія

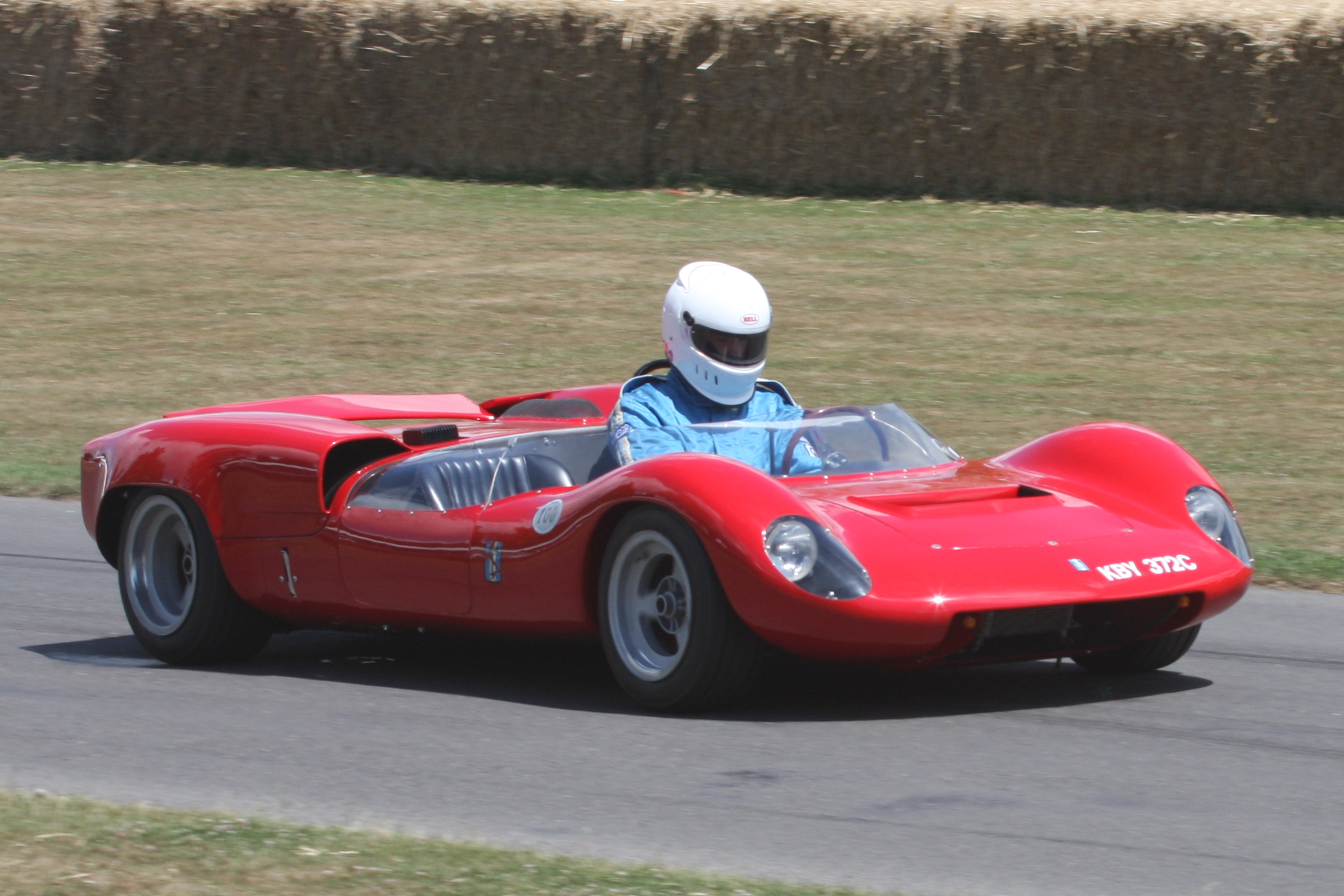
Перша модель компанії - Vallelunga

На початках De Tomaso випускала різні прототипи і гоночні автомобілі, в тому числі і автомобіль класу Формула-1 для команди Френка Вільямса. Компанія De Tomaso Automobili в жовтні 1959 зібрала авто для чемпіонатів Формула-Юніор та Формула-2. Перший власний спортивний автомобіль, призначений для масового виробництва, був представлений лише в 1963. De Tomaso переманює до себе колишніх службовців Ferrari. Жан Паоло Даллара (Giampaolo Dallara) прийшов у De Tomaso з Lamborghini в 1968. Тоді ж De Tomaso купує ательє Ghia, а разом з ним знаходить Тома Джаарда — головного дизайнера Ghia.
З 1976 до 1993 року De Tomaso належав легендарний італійський виробник спортивних автомобілів Maserati.

## Спортивні авто

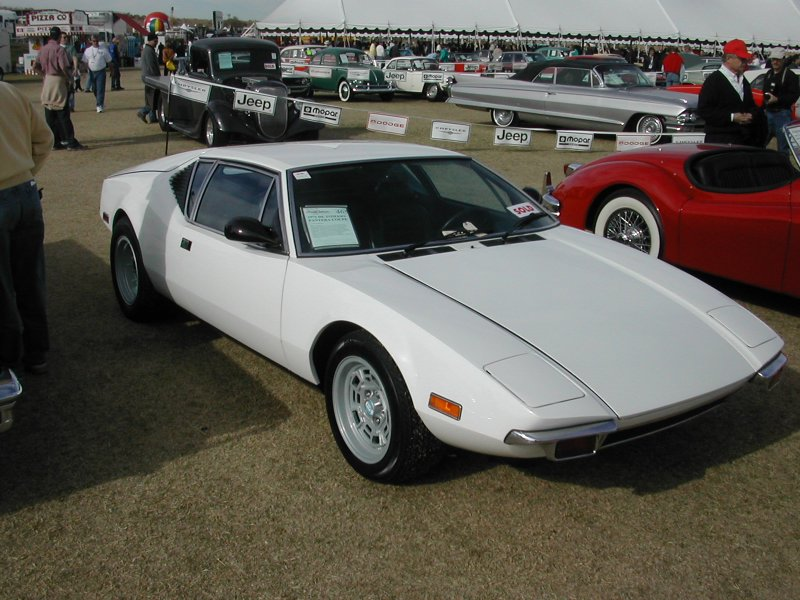
De Tomaso Pantera

Перша модель компанії — Vallelunga була представлена в 1963. Середньо-моторний спорткар отримав двигун Ford Cortina потужністю 104 к.с.(78 кВт) і розвивав максимальну швидкість 215 км/год (134 миль/год). Створивши у 1966 модель Mangusta, De Tomaso зробила серйозну заявку на успіх. Цих автомобілів було виготовлено близько чотирьохсот. Дизайн легендарного De Tomaso Mangusta був розроблений відомим дизайнером Джуджаро. На ранні моделі встановлювалися подвійні фари в передній частині решітки радіатора, пізніші мали одну семидюймовий фару, що висувалася. Панелі кузова сталеві, а приблизна вага Mangusta — 1409 кг. У 1971 році модель Pantera змінила Mangusta.

## Люкс клас
Ательє Ghia було придбано, щоб проектувати і удосконалювати конструкцію двох нових моделей: Deauville, легкового автомобіля з чотирьох-дверним кузовом "седан", і Longchamp, двомісного закритого купе. Том Джаарда став дизайнером обох машин. Deauville планувався як автомобіль класу «люкс», розрахований на чотирьох. Джаарда постарався спроектувати машину, яка б з усіх сторін виглядала бездоганно, і зберіг трапецієподібну решітку радіатора, яка також є відмінною рисою ще однієї моделі De Tomaso — Mangusta. Всього, до закінчення виробництва в 1989 році, було вироблено 409 Longchamp у всіх варіаціях.

## Скрутні часи
Кінець XX століття ознаменувався серйозним спадом у розвитку фірми. У 1996 році в світ вийшла модель De Tomaso Guara, а ще через рік дебютувала De Tomaso Bigua. Guara стала останньою моделлю, в розробці якої Алехандро де Томасо брав участь. Компанія заявила про банкрутство в 2004, її поетапна ліквідація тривала до 2012 року. Попри це, нові автомобілі ще виготовлялися De Tomaso в 2005 році. У 2008 році компанія в процесі ліквідації. Компанія була куплена Жаном Маріо Россиньоло в 2009 році. Відроджена марка De Tomaso планує почати виробництво автомобілів в кінці 2011 року, сицилійський завод купив FIAT. Про це заявив журналістам міністр економічного розвитку Італії Паоло Романі.

## Модельний ряд

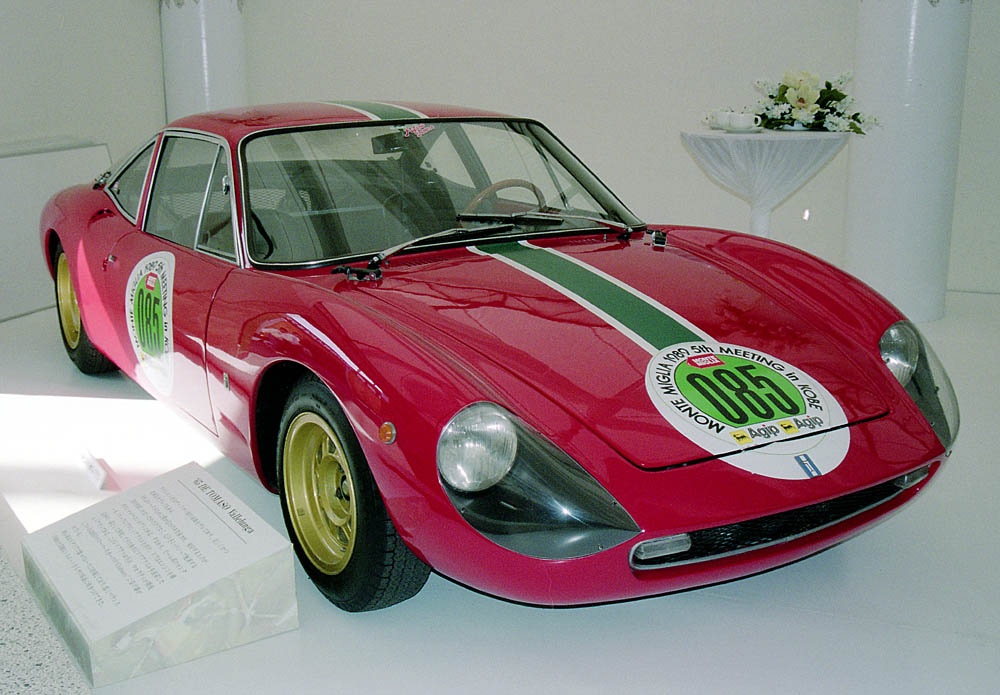
De Tomaso Vallelunga
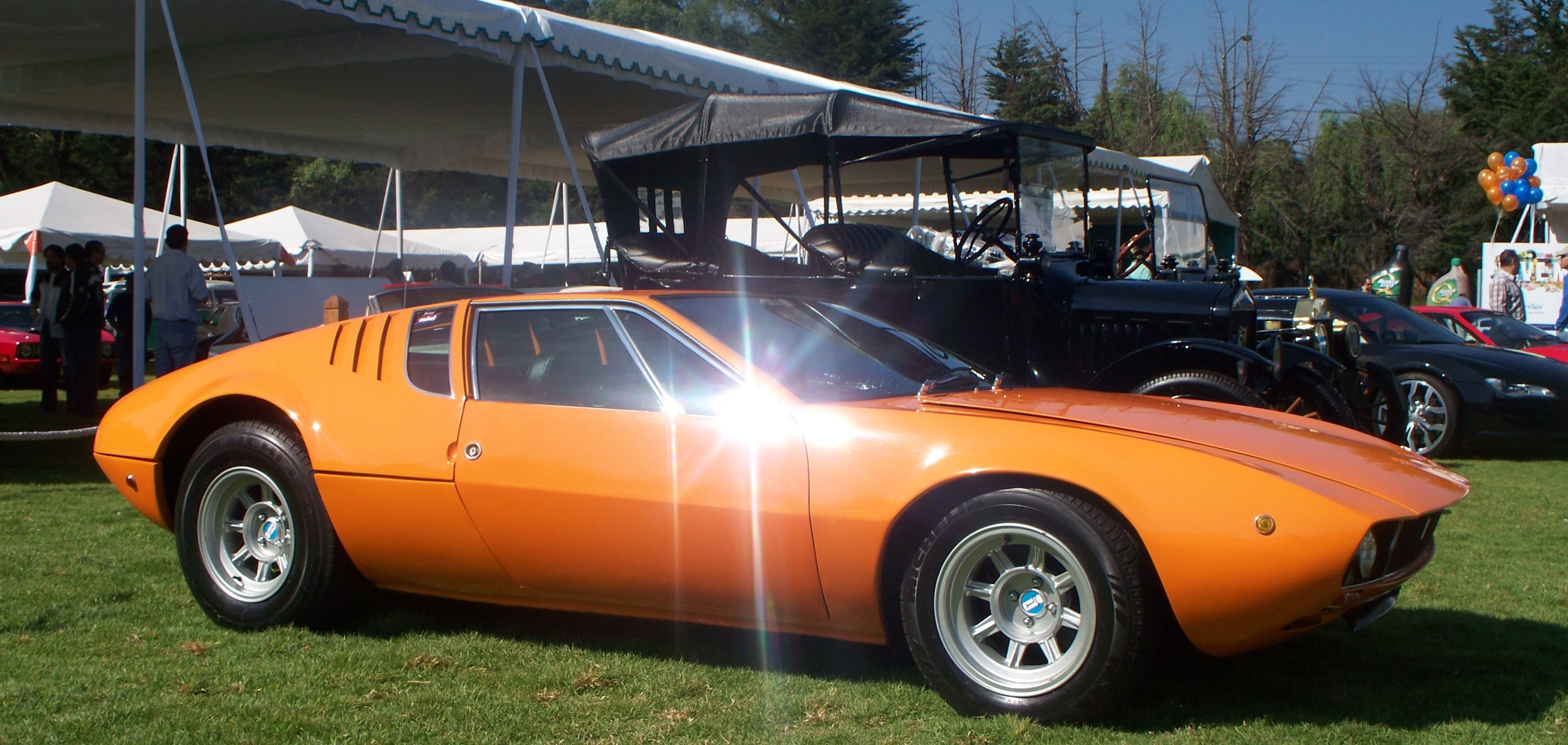
De Tomaso P70
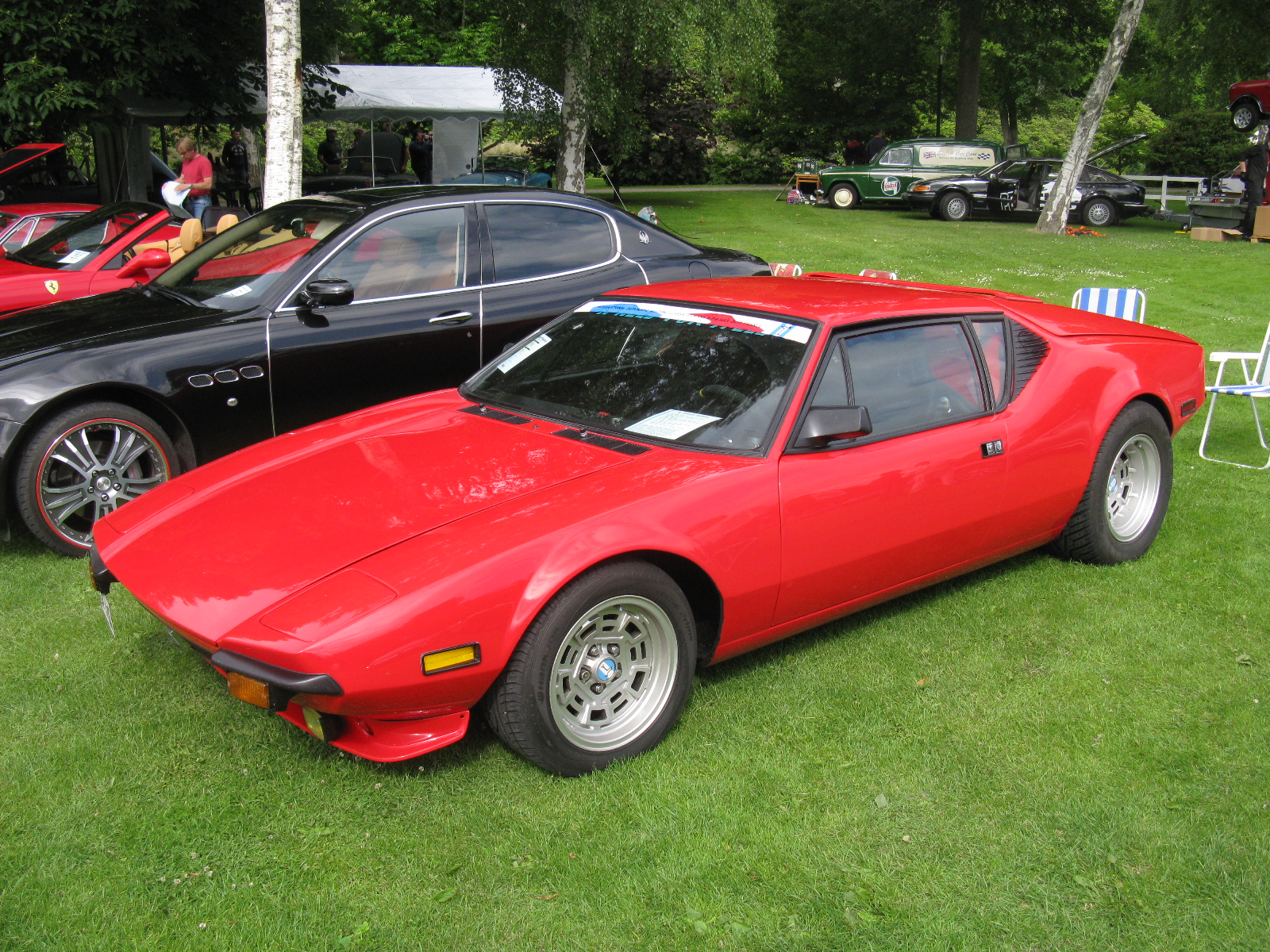
De Tomaso 5000
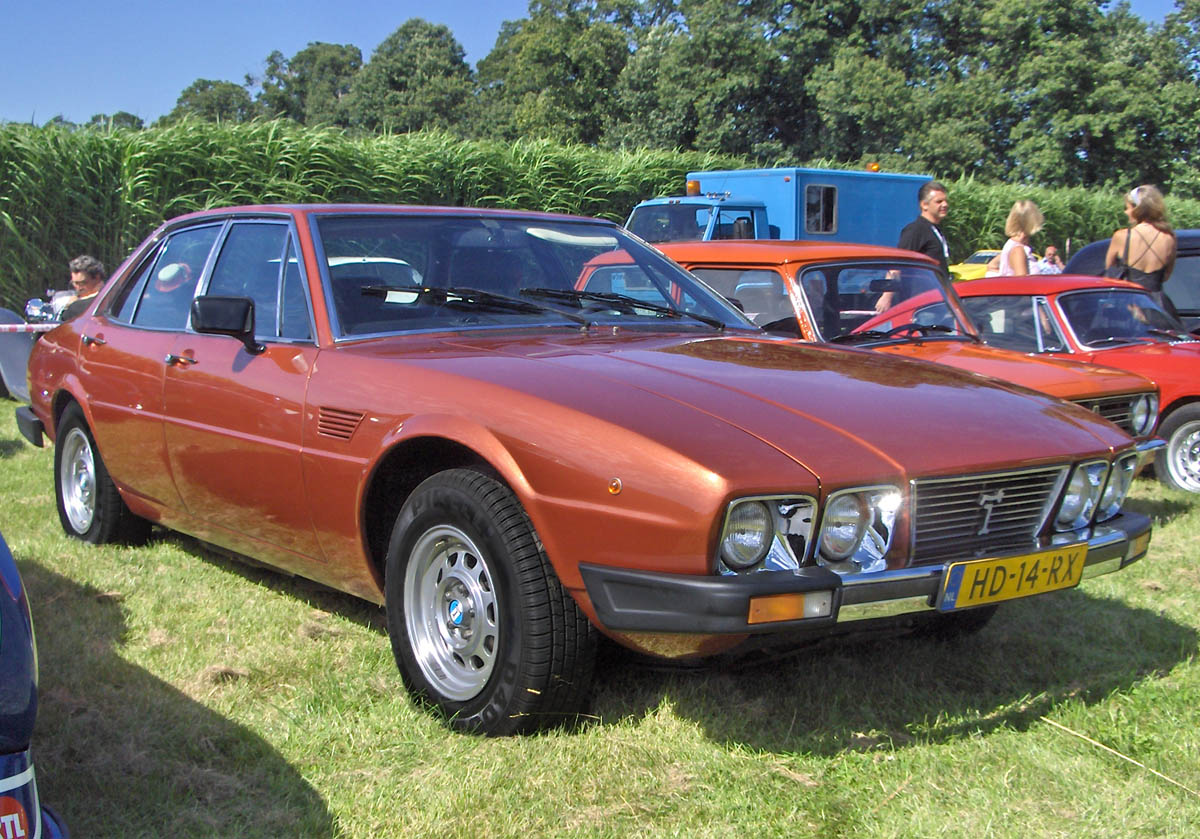
De Tomaso Sport 2000
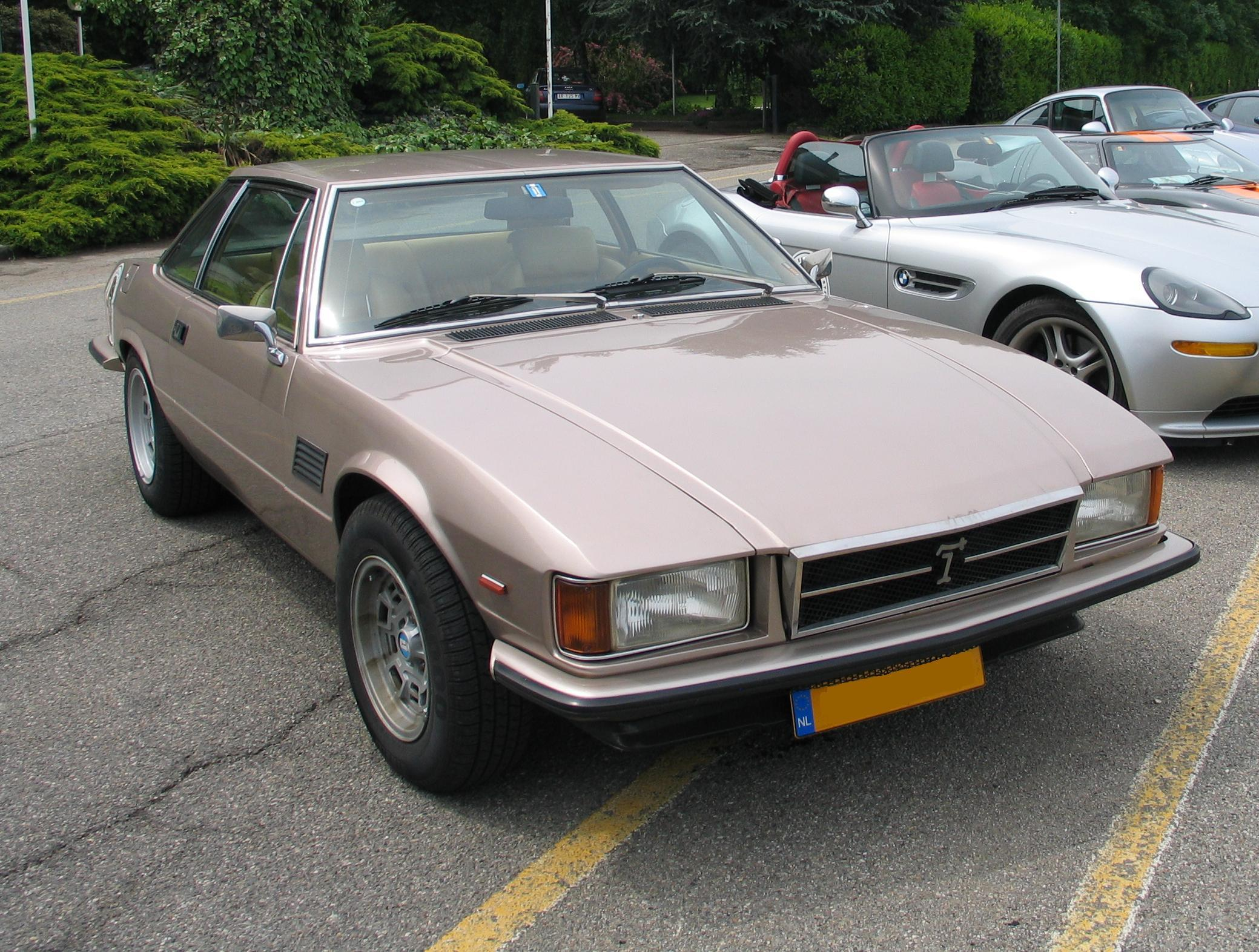
De Tomaso Mangusta
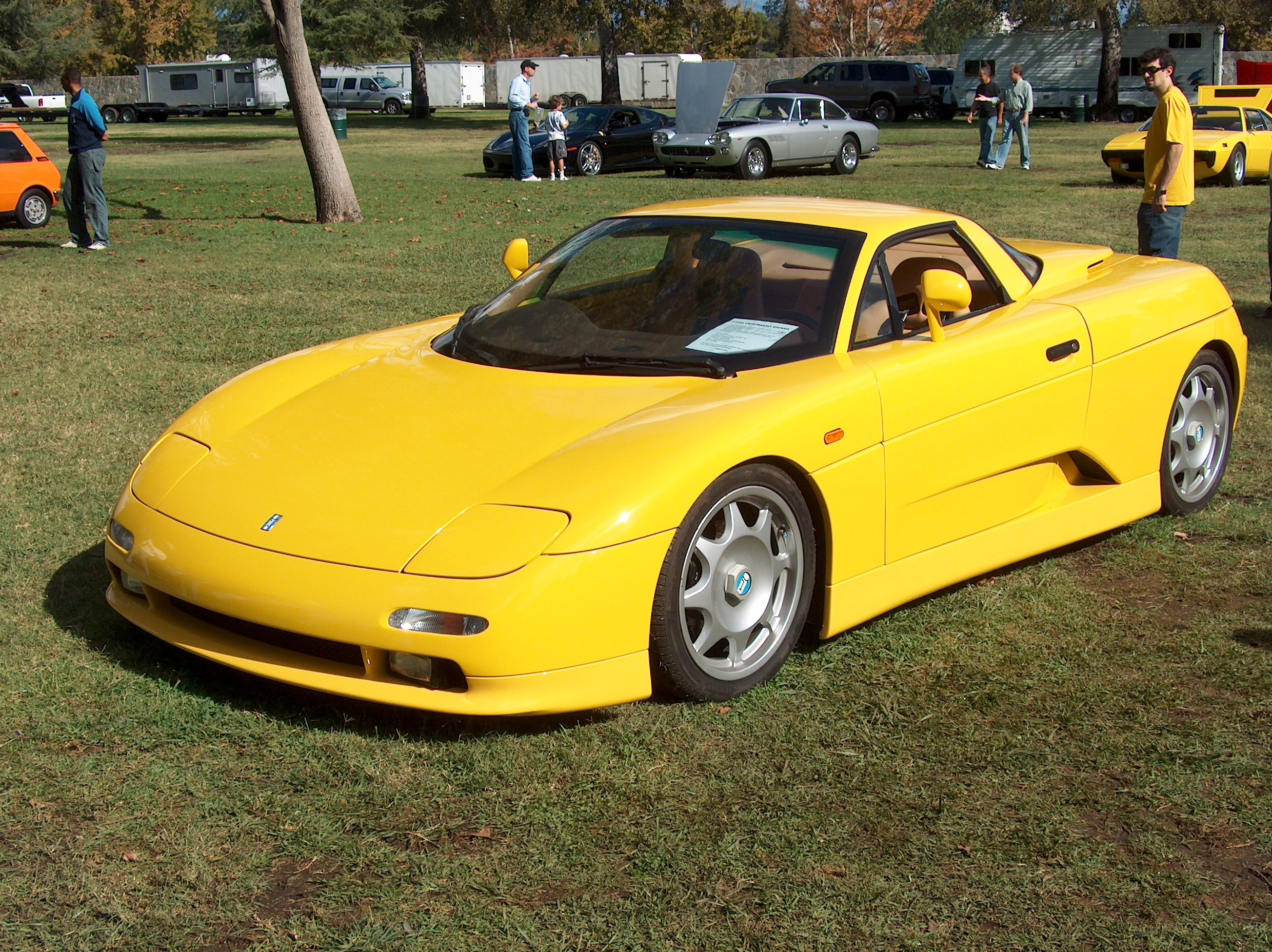
De Tomaso Pantera
- De Tomaso Deauville
- De Tomaso Longchamp
- De Tomaso Guara
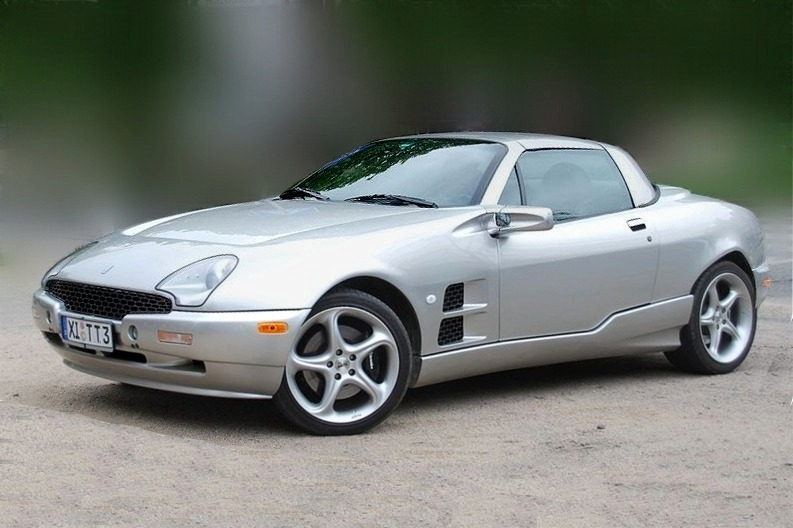
De Tomaso Biguà (Qvale Mangusta)

- De Tomaso Vallelunga
- De Tomaso Mangusta
- De Tomaso Pantera
- De Tomaso Deauville
- De Tomaso Longchamp
- De Tomaso Guarà
- De Tomaso Mangusta (Qvale Mangusta)